# Almacenes El Siglo

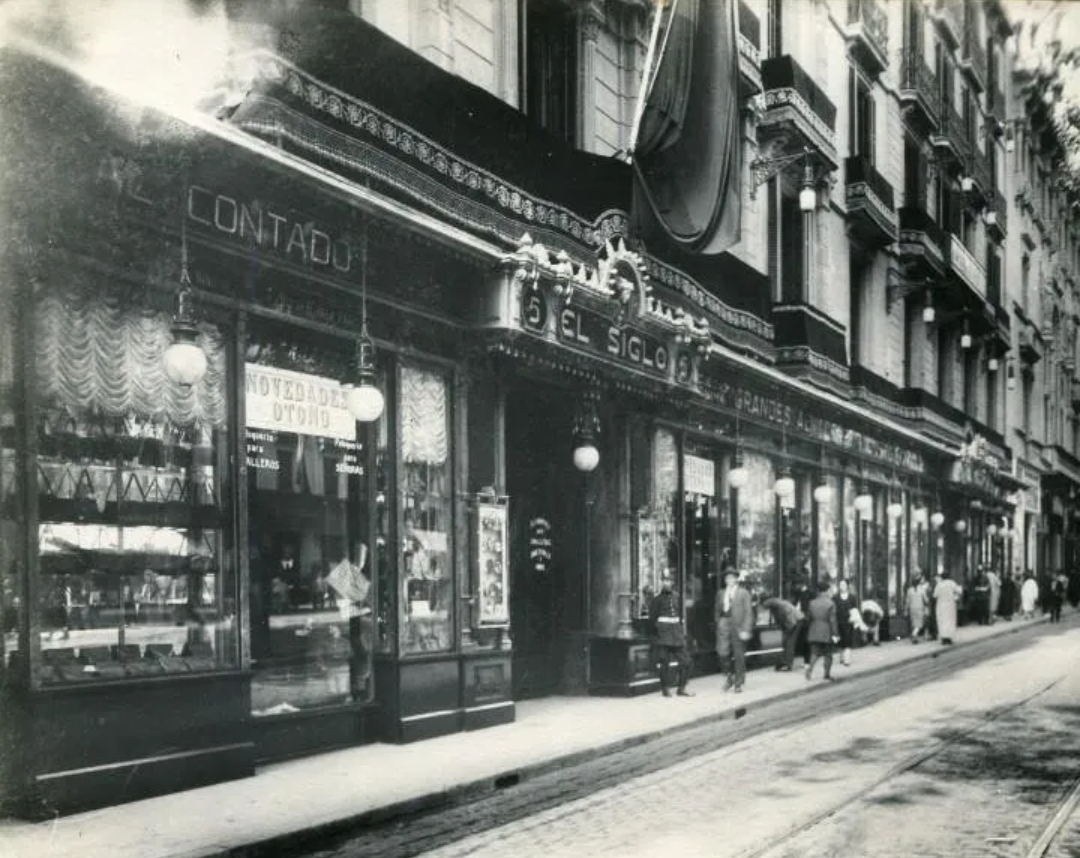

Los Almacenes El Siglo fueron unos grandes almacenes populares, situados en La Rambla de Barcelona, y que estuvieron en funcionamiento desde 1881 hasta 1932 después de que un colosal incendio destruyera el edificio.

## Historia
La historia de los Almacenes El Siglo comienza en el año 1881, cuando los empresarios Eduardo Conde Giménez, Ricardo Gómez del Olmo y Saavedra, y Pablo del Puerto Arrey crearon "Conde, Puerto y Compañía" empresa dedicada al comercio minorista y que situó su sede en la planta baja del número 5 de la Rambla de los Estudios y núm. 12 de la calle Xuclá.

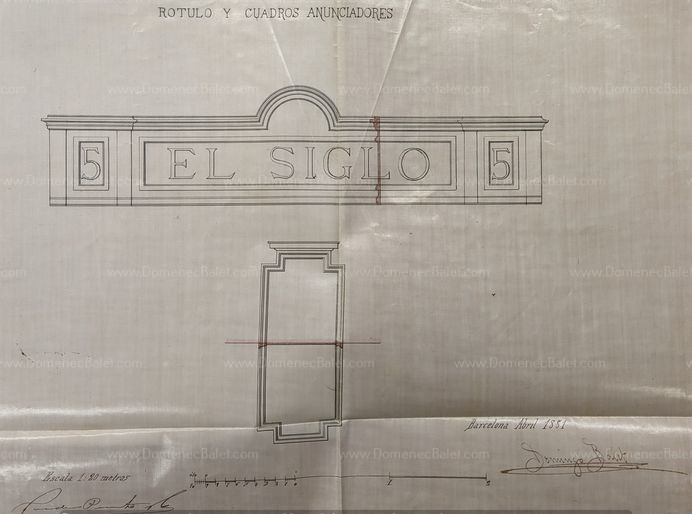
Dibujo original del Maestro de Obras Domingo Balet Nadal del Cartel de la puerta principal

Fueron los primeros grandes almacenes en abrir en todo el estado y el proyecto arquitectónico así como el rótulo que había en la puerta principal fueron del maestro de obras Domingo Balet Nadal y la decoración interior a base de maderas nobles fue de Antonio Carretero. El negocio era muy lujoso, al estilo de los grandes almacenes Harrods de Londres o Le Bon Marché de Paris.
El 31 de diciembre de 1912 murió Pablo Puerto, uno de los fundadores, y la empresa pasó a denominarse “Conde y Compañía”. El 27 de marzo de 1914 falleció Eduardo Conde Giménez, continuando sus hijos Dionisio, Ricardo, Eduardo y Alfredo, junto con el cuñado de todos ellos Leocadio de Olabarría, al frente de la empresa, la cual pasó a convertirse en el año 1921 en una sociedad anónima con el nombre de “Grandes Almacenes el Siglo”, nombre que conservó hasta su desaparición.
En la tienda, almacenes y otros departamentos de los grandes almacenes, trabajaban 1.050 empleados, a los que había que sumar otras 600 personas que trabajaban en distintos talleres de confección, que elaboraban los productos para El Siglo. Editaban 30.000 catálogos, y repartían unos 90.000 globos al año entre sus clientes para alegría de sus hijos. Poseían una flota de 25 camiones para efectuar el reparto a domicilio de sus productos.
El edificio, obra del arquitecto Leocadio Olivarria, tenía 7 pisos de altura y una superficie de 149.464 palmos cuadrados de planta.

## El incendio
En 1932, cuando se produjo el incendio que destruyó el edificio, El Siglo ocupaba los números 3, 5 y 7 de la Rambla de los Estudios, los números 10,12 y 14 de la calle Xuclà y el número 1 de la plaza Bonsuccés.
Todo el edificio se convirtió en cenizas el domingo 25 de diciembre de 1932 (día de Navidad), justo cuando los barceloneses se disponían a preparar la comida de Navidad.
Según el periodista Lluís Permanyer el motivo del incendio fue el siguiente: (falta referencia a la fuente original)
En uno de los escaparates del comercio tenían, a modo de atracción comercial, un pequeño tren en miniatura que lo recorría entre los artículos expuestos. Con el fin de darle más realismo, se cargaron algunos vagones con carbón y pequeños paquetes simulando regalos. A la hora de cerrar el local, se les olvidó apagar la locomotora que continuó dando vueltas y más vueltas a su recorrido. El exceso de peso de sus vagones provocó un sobrecalentamiento del motor del tren hasta que se incendió. Ese pequeño fuego pasó a las cortinas del escaparate, a los artículos, a las estanterías de madera y así hasta incendiar todo el edificio en uno de los incendios más notables que se recuerda en Barcelona.
Según el Museo del seguro de la compañía aseguradora Mapfre, las indemnizaciones a los asegurados, a consecuencia del incendio de los Grandes Almacenes El Siglo, fueron asumidas por 22 compañías aseguradoras.